# Anastasija Artem'eva
Anastasija Artem'eva, nota anche con lo pseudonimo di Anastasiya Qurbanova (in russo Анастасия Артемьева?; Ul'janovsk, 4 dicembre 1989), è una pallavolista russa naturalizzata azera, opposto dell'Azərreyl.

## Carriera

### Club
Dopo aver mosso i primi passi nei tornei scolastici russi, la carriera di Anastasija Artem'eva inizia nella formazione universitaria della Louisville, con la quale partecipa alla NCAA Division I statunitense dal 2007 al 2010, saltando la prima annata. 
Nella stagione 2011-12 approda nella Superliqa azera, grazie all'ingaggio da parte dell'Azərreyl: viene naturalizzata come azera, diventando nota come Anastasiya Qurbanova, e a partire dalla stagione seguente gioca per un triennio nella seconda squadra del club, l'Azəryol. Nel campionato 2015-16 torna da professionista in patria, disputando la Superliga con il Proton, ma già nel campionato seguente indossa nuovamente la casacca dell'Azərreyl.
Dopo un'annata con il Venelles, nella Ligue A francese, è di scena nelle Filippine, dove con il Cignal HD disputa la PSL Grand Prix Conference 2019. Nella stagione 2019-20 è invece in Tunisia, prendendo parte alla Nationale A con il Carthage e vincendo la Supercoppa, la coppa nazionale e lo scudetto; si trasferisce poi nella stagione seguente nella serie cadetta turca, difendendo i colori dell'Adam.
Per il campionato 2021-22 approda in Kazakistan, militando per un biennio nello Žetysu, in Ulttyk liga, andando poi a giocare per un'annata nella Volleyball Thailand League con il Diamond Food, prima tornare in forza all'Azərreyl nella stagione 2024-25.

### Nazionale
Nel 2012 debutta con la nazionale azera alle qualificazioni al campionato europeo. Si aggiudica poi la medaglia d'oro alla European League 2016.

## Palmarès

### Club
- Campionato tunisino femminile: 1

2019-20
- Coppa di Tunisia femminile: 1

2019-20
- Supercoppa tunisina femminile: 1

2019

### Nazionale (competizioni minori)
- European League 2016